# Gagudjuia allosyncarpiae
Gagudjuia allosyncarpiae là một loài côn trùng cánh nửa trong họ Aleyrodidae, phân họ Aleyrodinae.
Gagudjuia allosyncarpiae được Martin miêu tả khoa học đầu tiên năm 1999.